# Simulium visuti
Simulium visuti es una especie de insecto del género Simulium, familia Simuliidae, orden Diptera.

## Distribución
Se distribuye por Tailandia.

## Taxonomía
Fue descrita científicamente por Takaoka & Choochote, 2006. Fue publicada en A new species Simulium (Simulium) (Diptera: Simuliidae) from Luzon Island, Philippines. 57: 99-103.